# Vultures (¥$)
Vultures è il primo singolo del superduo statunitense ¥$, pubblicato il 22 novembre 2023 come primo estratto dal primo album in studio Vultures 1. Il brano vede la collaborazione del rapper statunitense Bump J.
Il giorno seguente alla pubblicazione del brano è stata resa disponibile una versione che includeva un verso del rapper statunitense Lil Durk, che era già stata anticipata prima dell'uscita della prima versione.
L'8 febbraio 2024 West ha pubblicato sul suo profilo Instagram e sul suo canale YouTube una versione alternativa del brano intitolata Vultures (Havoc Version) con un beat diverso creato dal produttore discografico statunitense Havoc, che è stata poi pubblicata sulle piattaforme di streaming insieme alle altre due versioni nel Vultures Pack poche ore dopo.

## Antefatti
Ty Dolla Sign aveva annunciato un evento multistadio per l'ascolto in anteprima dell'album collaborativo con West durante novembre 2023, poi cancellato. Il 17 novembre Vultures è stata mandata in onda sulla stazione della radio di Chicago Power 92 durante il programma di DJ Pharris, con una strofa aggiuntiva del rapper statunitense Lil Durk (in seguito rimossa e riaggiunta).

## Descrizione
Il brano è stato scritto dai tre artisti e prodotto da Kanye West e Ty Dolla Sign insieme ai produttori discografici Chords e Juice. È il primo brano pubblicato da West come artista principale sulle piattaforme digitali più importanti in seguito ai suoi commenti antisemiti del 2022, che lo hanno costretto ad allontanarsi dal pubblico.
Il brano ha un beat "trap-rap relativamente gentile e accomodante". Il primo verso è rappato da Bump J con un tono è stato definito "confuso e poco ispirato", il secondo è rappato da Kanye West e l'ultimo è di Ty Dolla Sign, che alterna hook cantati melodicamente in stile R&B a parti rappate.

## Video musicali
Il video della Havoc Version, diretto da Jon Rafman, è stato pubblicato sul profilo Instagram e sul canale YouTube di West l'8 febbraio 2024 e contiene immagini generate dall'intelligenza artificiale.
Poche ore dopo, West ha pubblicato esclusivamente sul suo profilo Instagram un video per la Juice Version, diretto da West stesso e da Aus Onda.

## Controversie
Durante la strofa di Kanye West, quest'ultimo afferma: "How I'm antisemitic? I just fucked a Jewish bitch" ("Come posso essere antisemita? Ho appena scopato una cagna ebrea"), in riferimento ai suoi commenti antisemiti del 2023. Questo riferimento è stato molto criticato e descritto come un altro commento antisemita. Inoltre, nel brano West afferma di avere avuto rapporti sessuali con la ex moglie del suo ex manager Scooter Braun, anche lei ebrea, e fa dei riferimenti al massacro della Columbine High School del 1999.
Dopo la pubblicazione del brano, diversi fan si sono lamentati dell'esclusione del verso di Lil Durk, che era presente nello spoiler del brano. Lil Durk ha presumibilmente commentato la sua esclusione dal brano con una storia su Instagram che recita: "Be lucky I’m humble look at it as your blessing" ("Sei fortunato che sono umile, considerala la tua benedizione"). La versione con l'aggiunta della strofa di Lil Durk è stata pubblicata il giorno dopo.

## Tracce
Prima versione
1. Vultures (Juice Version) (feat. Bump J) – 3:57 (Ye, Tyrone Griffin Jr., Terrance Boykin, Cydel Young, Mark Williams, Raul Cubina, Gustave Rudman Rambali, Jasper Harris, Marlon Barrow, Orlando Wilder)

Seconda versione
1. Vultures (Juice Version) (feat. Bump J e Lil Durk) – 4:36 (Ye, Tyrone Griffin Jr., Terrance Boykin, Durk Banks, Cydel Young, Mark Williams, Raul Cubina, Gustave Rudman Rambali, Jasper Harris, Marlon Barrow, Orlando Wilder)

Vultures Pack
1. Vultures (Havoc Version) (feat. Bump J e Lil Durk) – 4:24 (Ye, Tyrone Griffin Jr., Terrance Boykin, Durk Banks, Cydel Young, Mark Williams, Raul Cubina, Gustave Rudman Rambali, Jasper Harris, Marlon Barrow, Orlando Wilder)
2. Vultures (feat. Bump J e Lil Durk) – 4:36 (Ye, Tyrone Griffin Jr., Terrance Boykin, Durk Banks, Cydel Young, Mark Williams, Raul Cubina, Gustave Rudman Rambali, Jasper Harris, Marlon Barrow, Orlando Wilder)
3. Vultures (feat. Bump J) – 3:57 (Ye, Tyrone Griffin Jr., Terrance Boykin, Cydel Young, Mark Williams, Raul Cubina, Gustave Rudman Rambali, Jasper Harris, Marlon Barrow, Orlando Wilder)

## Classifiche
| Classifica (2024) | Posizione massima |
| ----------------- | ----------------- |
| Canada            | 24                |
| Islanda           | 27                |
| Lituania          | 59                |
| Nuova Zelanda     | 39                |
| Stati Uniti       | 34                |
| Svezia            | 83                |